# Gyebjoszi
Gyebjoszi (oroszul: Дебёсы, udmurt nyelven Дэбес) falu Oroszországban, Udmurtföldön, a Gyebjoszi járás székhelye.
Lakossága: 5720 fő (a 2010. évi népszámláláskor).

## Fekvése
Udmurtföld keleti részén, Izsevszktől 141 km-re, a Csepca felső folyásának jobb partján terül el. A legközelebbi vasútállomás a 32 km-re lévő Kez, a Kirov–Perm vasúti fővonalon. Itt vezet a Kazany–Perm főút, mely sokáig a falun haladt keresztül, később elkerülőutat építettek.

## Története
Írott források először 1646-ban említik. Első templomát 1749-ben alapították, ez számít a falu alapítási évének. A fatemplom 1754-ben készült el, de két évvel később leégett. Az új fatemplom építését 1767-re fejezték be, ezt 1854-ben lebontották. Addigra már állt az új, kőből épített templom, melyet 1846-ban szenteltek fel. A szovjet időszakban, 1939-ben bezárták, 1961-ben lebontották. A 2006-ra felépített új templomot a következő évben szentelték fel.
A 19. század elejétől a régi szibériai út (szibirszkij trakt) egyik fontos állomása volt. Itt futott össze az útvonal Szentpétervárról kiinduló északi és a Moszkvából kiinduló déli ága. A forgalmas hely számos vjatkai és permi oroszt vonzott, és a kezdetben tisztán udmurt település vegyes lakosságú lett. A 19. században évente öt vásárt rendeztek és hetente tartottak piac napot. 1920-ban a Votják Autonóm Körzet (a későbbi Udmurt ASZSZK) része és középszintű közigazgatási székhely, 1929-ben pedig járási székhely lett.

## Népesség
- 1959-ben 2 898 lakosa volt.
- 1970-ben 3 506 lakosa volt.
- 1979-ben 4 355 lakosa volt.
- 1989-ben 5 383 lakosa volt.
- 2002-ben 5 828 lakosa volt, melynek 64,4%-a udmurt, 32,2%-a orosz, 0,5%-a tatár.
- 2010-ben 5 720 lakosa volt.

## Múzeuma
A falu különlegessége a nagy szibériai út történetét bemutató múzeum (Музей истории Сибирского тракта). Egy régi kaszárnya épületében kapott helyet, mely valójában a szibériai száműzetésre indulók pihenőhelye, börtönépülete volt. Hasonló építmények sorakoztak 25-30 versztánként a hosszú útvonalon. A múzeumon kívül eredeti formájában meghagyták (vagy megrendezték) a régi út 1,2 km-es szakaszát.